# Anstey Hill Recreation Park

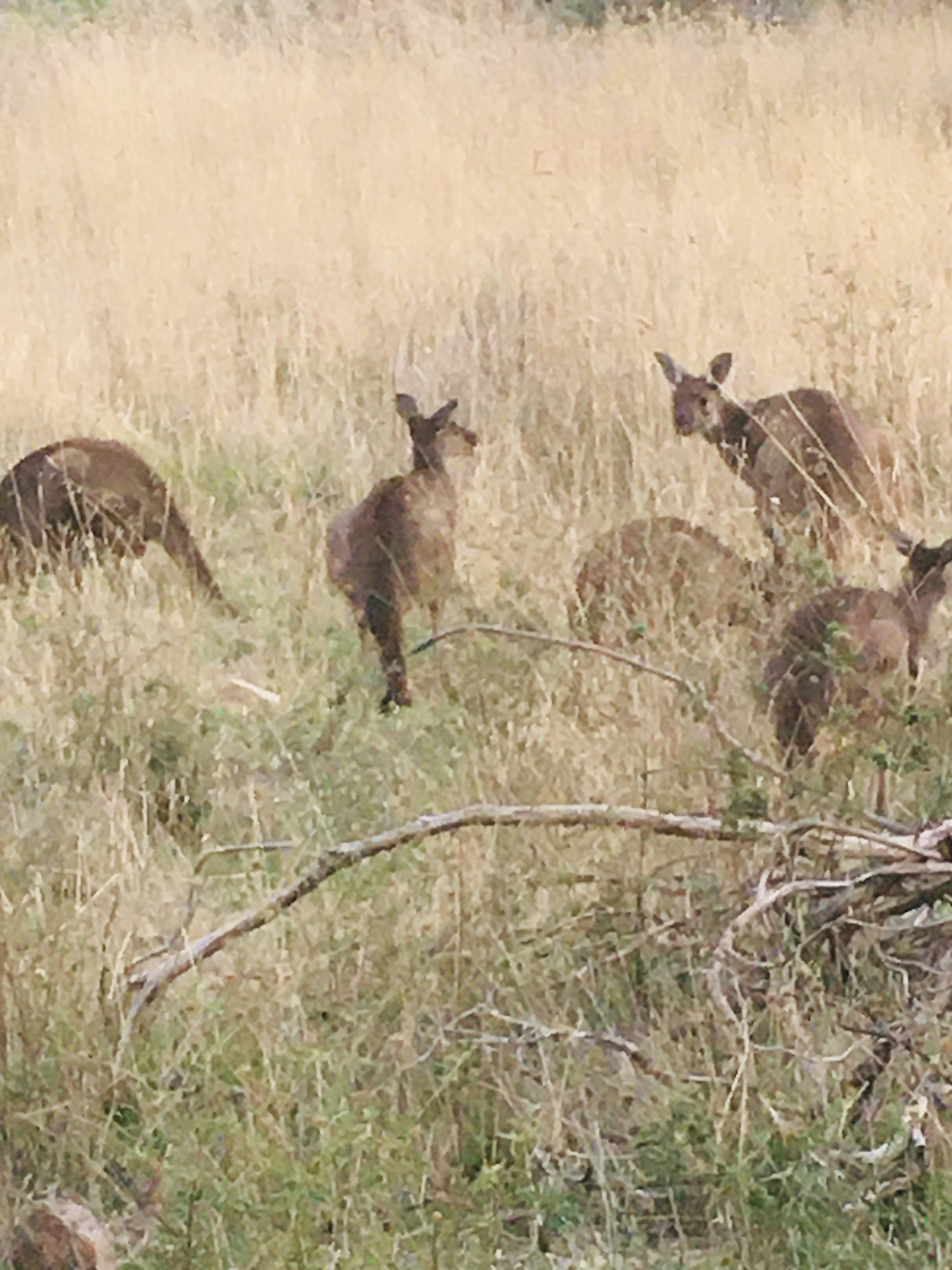
Anstey Hill

Anstey Hill Recreation Park är en park i Australien. Den ligger i delstaten South Australia, omkring 16 kilometer nordost om delstatshuvudstaden Adelaide. Arean är 3,6 kvadratkilometer.
Runt Anstey Hill Recreation Park är det ganska glesbefolkat, med 42 invånare per kvadratkilometer.. Närmaste större samhälle är Adelaide, omkring 16 kilometer sydväst om Anstey Hill Recreation Park. 
Runt Anstey Hill Recreation Park är det i huvudsak tätbebyggt. Genomsnittlig årsnederbörd är 593 millimeter. Den regnigaste månaden är juli, med i genomsnitt 95 mm nederbörd, och den torraste är december, med 13 mm nederbörd.